# Fay Gillis Wells
Fay Gillis Wells   (Minneapolis, 15 d'octubre de 1908 - Falls Church, 2 de desembre de 2002) va ser una aviadora i periodista nord-americana.
Va viure en diferents països durant la seva infància i adolescència a causa de la feina del seu pare i el 1927 es matriculà a la universitat a Michigan. Inspirada per pioners de l'aviació com Charles Lindbergh i Amelia Earhart va deixar els estudis per traslladar-se a Nova York i treure's la llicència de pilot d'avions.
El 1929 esdevenir la primera dona del Caterpillar Club, distinció que reben les persones que salten en paracaigudes des d'un avió espatllat per a salvar la vida.
Entre el 1930 i el 1934 va viure a la Unió Soviètica on va treballar de corresponsal i es va convertir en la primera dona en tripular un avió en aquest país. Va ser pionera en la corresponsalia de guerra i les emissions de radio transoceàniques, juntament amb el seu marit. També va treballar pel govern dels Estats Units durant la Segona Guerra Mundial.
Durant els anys 30 va treballar com a periodista per al New York Herald Tribune i posteriorment va ser corresponsal a la Casa Blanca durant les presidències de Lyndon Johnson, Richard Nixon, Gerald Ford i Jimmy Carter. També col·laborà amb nombroses revistes d'aviació.